# Krnjin
Krnjin es un pueblo de la municipalidad de Tomislavgrad, en Bosnia y Herzegovina.

## Superficie
Posee una superficie de 8,17 kilómetros cuadrados.

## Demografía
Hasta 2013 la población era de 129 habitantes.